# Рафиноза
Рафиноза (раффиноза) — невосстанавливающий трисахарид, состоящий из остатков D-галактозы, D-глюкозы и D-фруктозы.
Бесцветное растворимое в воде вещество с температурой плавления 80 °C (пентагидрат) и 119—120 °C (безводная). Один из распространённых растительных резервных углеводов (сахарная свёкла, семена хлопчатника и др.).
Полное название: Альфа-D-Галактопиранозил-(1-6)-альфа-D-глюкопиранозил-(1-2)-Бета-D-фруктофуранозид.